# PUCP SAT-1
PUCP SAT-1 — первый перуанский искусственный спутник Земли. Аппарат был запущен 21 ноября 2013 года из пусковой платформы Ясный с помощью ракеты-носителя Днепр и служит для отработки новых технологий на базе платформы наноспутников CubeSat.

## История
Проект PUCP SAT зародился в 1990 году по предложению перуанского радиоклуба. В 2009 году Папский католический университет Перу начал разработку этой инициативы. В конце 2012 года спутник был готов. Запуск был запланирован на 2012 год, однако запуск, согласованный с частной итальянской группой, был отложен на 1 год.
Спутник был присоединён к итальянскому спутнику UniSat 5 и являлся побочной нагрузкой. Так же во время старта в ноябре 2013 года было запущено ещё 30 спутников.
После запуска аппарат вышел на расчётную солнечно-синхронную орбиту высотой около 600 км. Через 15 дней 6 декабря 2013 года с борта PUCP SAT-1 был запущен ещё один пикоспутник Pocket-PUCP.
Ожидаемый срок службы аппарата составляет 15 лет.

## Конструкция
Спутник представляет собой куб размерами 10 х 10 х 10 см и массой 1 кг. Основные системы аппарата построены на платформе 1U CubeSat. Электропитание осуществляется с помощью солнечных батарей, расположенными вдоль корпуса, и литий-полимерного аккумулятора.
В качестве полезной нагрузки внутри аппарата расположено 19 датчиков температуры. Они должны дать информацию о том, как совершенствовать системы терморегулирования наноспутников.
Кроме этого на аппарате установлена ПЗС камера для наблюдения Земли, и радиопередатчик для осуществление радиолюбительских сеансов связи
Также на борту установлен 127 граммовый Пикоспутник Pocket-PUCP с ещё несколькими датчиками температуры.